# Штучне вигодовування
Штучне вигодовування — вигодовування немовлят штучними сумішами замість грудного молока. Штучне вигодовування дитини першого року життя розглядається як «метаболічний стрес». У зв'язку з цим, діти, що знаходяться на штучному вигодовуванні, повинні бути під особливим наглядом педіатра.

## Ризики
Зі штучним вигодовуванням пов'язано виникнення таких порушень, як:
- гіперліпідемія,
- гіперінсулінемія,
- тучність, ожиріння,
- ранній атеросклероз,
- порушення поведінки та процесів соціальної адаптації, зниження здатності до навчання.

## Штучні суміші для вигодовування
Основу раціонального штучного вигодовування повинно складати використання сучасних адаптованих молочних сумішей промислового виробництва. У випадку їхньої недоступності можна використовувати адаптовані суміші, виготовлені на молочних кухнях.
Суміші, які призначені для вигодовування дітей перших місяців життя, повинні бути максимально наближені за складом до жіночого молока та включати такі ессенціальні для дітей цього віку харчові речовини як таурин, карнітин, інозитом, які грають важливу роль у розвитку ЦНС, зорових функцій, бронхо-легеневої системи.
Суміші, що використовуються після цього віку, повинні бути збагачені залізом, тому що до 3-х місяців життя запаси заліза, отримані у внутрішньоутробний період, виснажуються та виникає ризик розвитку залізодефіцитних станів.

### Міжнародні стандарти
У наш час для штучного вигодовування дітей грудного віку існує достатньо сумішей та інших продуктів промислового виробництва.
У зв'язку з цим приведені вимоги Директив ЄЕС у відношенні сумішей та продуктів для дитячого харчування.
- Усі продукти, які підпадають під дію Директив ЄЕС повинні мати етикетку, що містить наступну інформацію:
  1. Вік, з якого можна використовувати даний продукт. Вказаний вік повинен бути не менше 4-х місяців для будь-якого продукту.
  2. Інформація відносно наявності або відсутності глютену.
  3. Чисельне значення енергетичної цінності продукту, виражене у кДж та Ккал, вміст білків, жирів та вуглеводів; середній вміст кожної мінеральної речовини та кожного вітаміну на 100 г або 100 мл продажної форми продукту.
  4. Інструкція з правильного приготування та вказівки на важливість дотримання цій інструкції.
- Дизайн та оформлення етикеток не повинні дискредитувати ідею грудного вигодовування.
- Суміш, що не містить заліза, повинна мати спеціальну відмітку.
- Суміш для грудних дітей повинна мати відмітку про те, що вона може застосовуватися для вигодовування грудних дітей, які не отримують грудного молока.
- Для забезпечення кращого захисту здоров'я грудних дітей, правила, що стосуються складу, присвоєння етикеток та реклами, повинні відповідати принципам Міжнародного кодексу з маркетингу замісників грудного молока, прийнятого 34-й Всесвітньою асамблеєю охорони здоров'я.